# پیشنهاد تجاری
پیشنهاد تجاری یا پروپوزال تجاری، پیشنهاد کتبی ارائه شده توسط فروشنده محصول یا خدمات به یک مشتری بالقوه است. پروپوزال تجاری سندی است که به منظور متقاعد ساختن مشتری برای امضای موافقت‌نامه تجاری طراحی و تنظیم می‌شود.
یک پیشنهاد تجاری باید بگونه‌ای تدوین گردد که مشتری ،محصولات و خدمات فروشنده را ترجیح دهد و از قابلیت‌های محصول در رفع نیازهایش آگاه شود.

## انواع پیشنهادهای تجاری
سه دسته مختلف از پیشنهادهای تجاری وجود دارد:
1. پیشنهاد تجاری رسمی
2. پیشنهاد تجاری غیررسمی
3. پیشنهاد تجاری بدون درخواست

پیشنهادهای تجاری رسمی وغیر رسمی در پاسخ به درخواست مشتری نوشته می‌شوند. این درخواست‌ها شامل انواع زیر هستند:
- درخواست برای ارائه پیشنهاد تجاری
- درخواست برای قیمت
- دعوت برای مناقصه
- درخواست اطلاعات

### درخواست برای ارائه پیشنهاد تجاری
در این درخواست‌ها مشتری مشخصات دقیقی از آنچه که قصد خریدش را دارد ارائه می‌دهد. مشتریان زمانی این درخواست را صادر می‌کنند که نیازهای آنها با هیچ‌یک از کالا یا خدمات موجود برآورده نشود.
درخواست‌ها برای فروشندگان واجد شرایط و علاقه‌مند به ارائه خدمات یا کالا و فروشندگانی که سازمان معتقد است می‌توانند محصولات درخواستی را ارائه دهند، ارسال می‌شود.

### درخواست اعلام قیمت
مشتریان زمانی که می‌خواهند مقادیر زیادی از یک کالا را خریداری کنند، درخواست اعلام قیمت می‌دهند و قیمت تنها موضوع نیست، به عنوان مثال، زمانی که موجود بودن، تحویل یا خدمات نیز مشکل است.

### دعوتنامه برای مناقصه
مشتریان هنگام خرید برخی محصولات، دعوتنامه برای مناقصه صادر می‌کنند.

### درخواست اطلاعات
گاهی اوقات قبل از اینکه مشتری درخواست برای ارائه پیشنهاد یا برای قیمت یا برای مناقصه صادر کند، یک درخواست برای اطلاعات صادر می‌کند. هدف این درخواست کسب اطلاعات در مورد محصولات، خدمات و فروشندگان در دسترس است.
درخواست‌های اطلاعات برای شکل‌دادن به سایر درخواست‌ها استفاده می‌شوند، بنابراین فروشندگان در پاسخ به این درخواست‌ها دقت زیادی به خرج می‌دهند.

### پیشنهادهای بدون درخواست
پیشنهادهای جاری ارائه‌شده بدون درخواست معمولاً عمومی هستند و توسط فروشندگان برای معرفی کالاها یا خدمات به یک مشتری بالقوه استفاده می‌شوند و عموماً در نمایشگاه‌های بازرگانی یا جلسات عمومی «توزیع» می‌شوند.